# Cadillac V-Series.R
Cadillac V-Series.R (ursprungligen benämnd Cadillac V-LMDh) är en sportvagnsprototyp som den amerikanska biltillverkaren Cadillac presenterade i juni 2022.

## Cadillac V-Series.R
Cadillac V-Series.R är byggd enligt reglementet för Le Mans Daytona h. Den kommer att tävla i både IMSA Sportscar Championship och FIA World Endurance Championship med debut i Daytona 24-timmars 2023. Bilen har en åttacylindrig turbomotor, kombinerat med ett standardiserat hybridsystem. I enlighet med LMDh-reglementet använder Cadillac även ett standardiserat chassi, levererat av Dallara.

## Tekniska data
| Tekniska data               | Cadillac V-Series.R                                                   |
| --------------------------- | --------------------------------------------------------------------- |
| Motor:                      | Mittmonterad 8-cyl 90° V-motor                                        |
| Cylindervolym:              | 5,5 l                                                                 |
| Max effekt:                 | 680 hk                                                                |
| Ventilstyrning:             | Dubbla överliggande kamaxlar per cylinderrad, 4 ventiler per cylinder |
| Hybridsystem:               | KERS                                                                  |
| Växellåda:                  | 7-växlad sekventiell                                                  |
| Hjulupphängning fram & bak: |                                                                       |
| Bromsar:                    | Keramiska skivbromsar                                                 |
| Chassi & kaross:            | Monocoque av kolfiber                                                 |
| Torrvikt:                   |                                                                       |